# Nativitat amb sant Francesc i sant Llorenç
Nativitat amb sant Francesc i sant Llorenç és una pintura a l'oli de Caravaggio, l'única coneguda creada a la ciutat de Palerm.
Estava exposat en l'Oratori de Sant Llorenç de Palerm fins que el van furtar, al 1969. Se'n desconeix el parador actual i l'estat de conservació.
El quadre, típic del tenebrisme de Caravaggio, mostra els sants Francesc d'Assís i Llorenç al costat de la Sagrada Família.(1)

## Referència
1. ↑  Langdon, Helen. Caravaggio, pàg.438.  Edhasa, 1998. ISBN 84-350-2647-7.